# Carte noire nommée désir
Carte noire nommée désir est une pièce de théâtre dénonçant les stéréotypes et la représentation des femmes noires en Occident et plus particulièrement en France, écrite par Rébecca Chaillon, et co-écrite avec Fatou Siby en 2021 au Théâtre de la Manufacture à Nancy.

## Le spectacle

### Historique
Le spectacle est coproduit par le Théâtre de la Manufacture, Le Carreau du Temple, le Théâtre de l'Aire Libre (Saint-Jacques-de-la-Lande), Nordwind (Berlin), La Rose des Vents, La Ferme du Buisson, la Maison de la culture d'Amiens, la Scène nationale d'Orléans et Le Maillon (Strasbourg).
La pièce et sa production sont portées par la compagnie de Rébecca Chaillon, Compagnie Dans le Ventre.

### Thématiques
Rébecca Chaillon définit sa pièce comme une « épopée afro futuriste », dans sa forme, elle mêle durant deux heures trente les médiums de la poésie, du théâtre, de la performance ou encore des arts plastiques pour créer des images en mouvement. Carte noir nommée désir fait figure de pièce manifeste. Le projet étant d’exorciser, conjurer le racisme en rejouant ses stéréotypes de manière boursouflée, grotesque, parodique, et en usant de tous les codes de ce registre : carnavalesque, kitsch, trash, horreur… Elle propose un spectacle qui se situe en permanence entre répulsion et hyper-adhésion, alternant scène de banquet scatophage et twerk collectif.
De plus, afin de créer une forme immersive en bi-frontal, durant l'entrée du public, les comédiennes invitent les spectatrices afro-descendantes qui le souhaitent à s'asseoir sur des canapés où on leur servira des boissons, tandis que le reste du public est placé sur les gradins.
L'ensemble des interprètes de la pièce sont des femmes afro-descendantes, mais ne sont pas toutes comédiennes. Fatou Siby a notamment écrit une partie du texte de la pièce, Makeda Monnet chante et joue de la harpe, Estelle Borel fait de l'acrobatie et de la roue Cyr.

### Tournée
La tournée du spectacle commence dès 2021 et continue jusqu'en 2024 dans de nombreuses scènes nationales et Centre Dramatiques Nationaux : le Théâtre national de Bretagne ou la Comédie de Saint-Étienne, mais également à l'Odéon, Théâtre de l'Europe ainsi qu'à l'étranger en Suisse, en Belgique ou en Allemagne, au Staatstheater Braunschweig.
Fait rare, après avoir été joué de nombreuses fois, la pièce est tout de même présentée au Festival d'Avignon IN 2023, au Gymnase du Lycée Aubanel.

## Distribution
- Mise en scène : Rébecca Chaillon

- Dramaturgie : Céline Champinot

- Interprétation : Bebe Melkor-Kadior puis Davide-Christelle Sanvee, Estelle Borel, Rébecca Chaillon, Aurore Déon, Maëva Husband ou Olivia Mabounga, Ophélie Mac, Makeda Monnet et Fatou Siby

- Scénographie : Camille Riquier et Shehrazad Dermé

- Collaboration artistique : Aurore Déon, Suzanne Péchenart, Luz Moreno et Anaïs Silvestro

- Assistanat à la mise en scène : Olivia Mabounga et Jojo Armaing

- Lumières : Myriam Adjallé

- Son : Élisa Monteil

- Régie générale : Suzanne Péchenart

- Production et diffusion : Mara Teboul et Élise Bernard

## Accueil critique
Pour Les Inrocks, la pièce est un « chef-d’œuvre » : 

« Dans des cas comme ceux-ci, il est inutile d’y aller par quatre chemins : l’émotion s’impose avant toute tentative d’analyse. Carte Noire nommée désir de Rébecca Chaillon est l’une des pièces les plus puissantes, les plus inventives et les plus brillantes qu’il nous ait été donné de voir depuis… On ne sait plus très bien combien de temps d’ailleurs… Impossible de ne pas sortir de là sonné par ces moments de théâtre lumineux, réjouit par l’humour punk et bravache de ses huit interprètes. »

Libération souligne la portée politique de la pièce, la « réflexion profonde sur la représentation des femmes noires » : 

« Les pièces qui pilonnent l’imaginaire colonial, on en voit (et heureusement) un joli paquet aujourd’hui. Il y en a surtout, des pédagos, des didactiques, des qui nous disent quoi penser, de façon très docte, avec beaucoup de gravité. Parfois, il y en a qui sortent du lot. Carte noire nommée désir, nouveau spectacle de la jeune metteuse en scène Rébecca Chaillon sur la représentation des femmes noires bouleverse nos repères sur le sujet parce qu’elle joue à fond la carte du baroque, de la potacherie, du détournement carnavalesque, du rire gras qui tâche, de la scatophilie. »

Isabelle Barbéris dans Marianne, reconnaît un « indéniable talent d’imagination » mais reste dubitative sur l'ensemble : 

« Ne reposant que sur le traitement conjuratoire des stéréotypes (pour certains, éculés), le spectacle est d’abord une série de sketches, plus ou moins convaincants. Carte noire nommée désir reste enfermé dans le lit de Procuste des stéréotypes racistes dénoncés : ce qui en fait un spectacle programmé pour être lui-même fortement stéréotypé, jusqu’à l’image finale de l’arbre de vie, qui consacre la transformation de Rébecca Chaillon. »

## Polémique
Lors du festival d'Avignon 2023, alors que la pièce avait déjà été présentée une quarantaine de fois sans incident, la direction du festival qui présente la pièce dans le IN dénonce des agressions racistes (quatre représentations perturbées, injures de spectateurs, agressions d'actrices sur la voie publique…). Alors que des groupes identitaires dénoncent le spectacle, Éric Zemmour pointe une « volonté de génocider les Blancs » et Gilbert Collard un « racisme antiblanc institutionnel » prenant en faute plusieurs scènes du spectacle.
Le directeur du festival, Tiago Rodrigues dénonce « des gestes violents et racistes [qui] ne sont pas acceptables au Festival d'Avignon, et ce comportement [qui] ne représente pas le public du Festival. » Le collectif #MeTooThéâtre a également déclaré apporter son soutien à l'équipe de la pièce.

## Publication
L'intégralité des textes de Rébecca Chaillon présents dans le spectacle ont été publiés dans son recueil Boudin Biguine Best of Banane à l'Arche,.